# Mamadou Seck (football)
Pour les articles homonymes, voir Mamadou Seck et Seck.
Mamadou Seck est un footballeur sénégalais né le 23 août 1979 à Rufisque (Sénégal). Il évoluait au poste de défenseur.
Il joue 73 matchs en Ligue 1 et inscrit 4 buts sous les couleurs de l'AC Ajaccio.

## Carrière
- 1998-2000 : Toulouse FC  France (réserve)
- 2000-2002 : Nîmes Olympique  France
- 2002-2005 : AC Ajaccio  France
- 2005 : Erciyesspor  Turquie
- 2006-2007 : Le Havre AC  France
- 2007-2009 : Sheffield United  Angleterre
- → 2008 : Scunthorpe United  Angleterre (prêt)

## Sélections
- 6 sélections avec l'équipe du Sénégal